# ネパール会議派

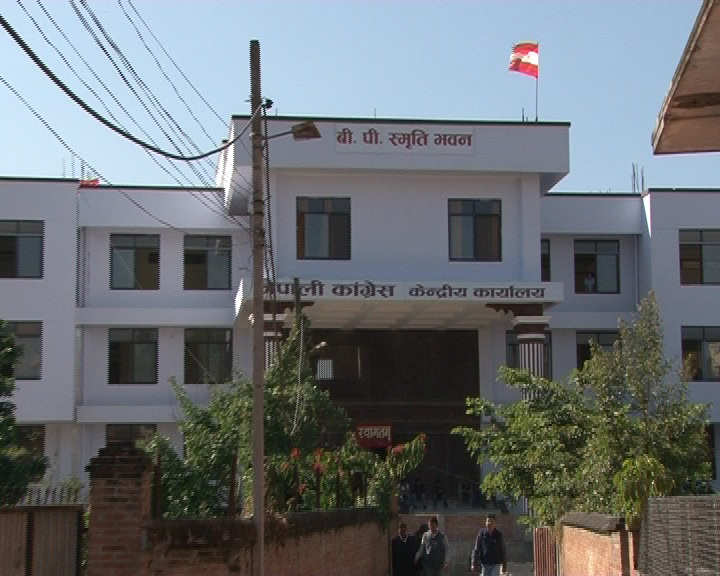
ネパール会議派のビルSanepa、ラリトプル

ネパール会議派（ネパールかいぎは、ネパール語: नेपाली काँग्रेस、英語: Nepali Congress）は、ネパールの政党。略称はNC。日本ではコングレス党とも呼ばれる。

## 概要
ネパールの民主化を主導し、国王独裁時代には地下活動をしてきたが、1990年の民主化以後たびたび政権を担ってきた有力政党の一つ。2008年7月21日、党総書記のラーム・バラン・ヤーダブが共和制ネパール初代大統領に当選した。
2013年11月19日の制憲議会選挙で196議席を獲得し、第一党に返り咲いた。この選挙を受け、2014年2月10日スシル・コイララ党首が首相に就任し、ネパール統一共産党との連立政権が発足した。
ギリジャ・プラサド・コイララ党首時代は独裁的な党運営がされており、2002年には当時のシェール・バハドゥル・デウバ首相らが反発して離党し、ネパール会議派民主を結成したが、2007年9月21日両党は再び統合している。
社会民主主義政党。社会主義インターナショナルの正式メンバーでもある。
公式サイトにて発表されている『Nepali Congress Manifesto : Highlights (2056)』（ネパール会議派マニフェスト；要旨）　
によると、会議派は1947年に設立され、1957年には社会民主主義を採用。民族主義・民主主義・社会主義を標榜し、平等と社会的正義に基づき公平な分配による経済発展を目指すとしている。

## 歴代党首 (1950–現在)
| #   | 党首                                   | 党首 | 生没年        | 就任          | 退任          | 備考 |
| --- | -------------------------------------- | ---- | ------------- | ------------- | ------------- | ---- |
| 1   | マートリカ・プラサード・コイララ       |      | 1912年–1997年 | 1950年4月12日 | 1952年5月26日 |      |
| 2   | ビシュエシュワル・プラサード・コイララ |      | 1914年–1982年 | 1952年5月26日 | 1956年1月24日 |      |
| 3   | スバルナ・シャムシェル・ラナ           |      | 1910年–1977年 | 1956年1月24日 | 1957年5月23日 |      |
| (2) | ビシュエシュワル・プラサード・コイララ |      | 1914年–1982年 | 1957年5月23日 | 1982年7月21日 |      |
| 4   | クリシュナ・プラサード・バッタライ     |      | 1924年–2011年 | 1976年2月12日 | 1996年5月11日 |      |
| 5   | ギリジャー・プラサード・コイララ       |      | 1925年–2010年 | 1996年5月11日 | 2010年3月20日 |      |
| 6   | スシル・コイララ                       |      | 1939年–2016年 | 2010年9月22日 | 2016年2月9日  |      |
| 7   | シェール・バハドゥル・デウバ           |      | 1946年-       | 2016年3月7日  | 現職          |      |